# Thomas Charles Power

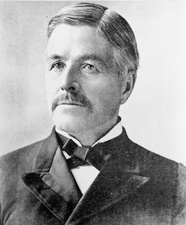
Thomas Charles Power

Thomas Charles Power (* 22. Mai 1839 bei Dubuque, Iowa; † 16. Februar 1923 in Helena, Montana) war ein US-amerikanischer Politiker (Republikanische Partei) und einer der beiden ersten US-Senatoren für den Bundesstaat Montana.
Thomas Power besuchte die öffentlichen Schulen in Iowa und danach das Sinsinawa College in Wisconsin, an dem er einen Abschluss als Ingenieur erlangte. In der Folge ging er diesem Beruf nach; außerdem unterrichtete er als Lehrer. Im Jahr 1860 war er im Dakota-Territorium als Landvermesser beschäftigt, ehe er sich zwischen 1861 und 1867 als Händler im Gebiet entlang des Missouri betätigte. Er war auch Präsident eines Dampfschiffunternehmens.
Nachdem er sich im Montana-Territorium niedergelassen hatte, lebte Power zunächst in Fort Benton und dann in Helena. Dort galt sein Interesse dem Handel und dem Bankgewerbe, ehe er sich der Politik zuwandte. 1883 nahm er am ersten Verfassungskonvent von Montana teil; sechs Jahre später bewarb er sich um das Amt des ersten Gouverneurs in dem neuen Bundesstaat, verlor aber knapp mit 49:51 Prozent der Stimmen gegen den Demokraten Joseph Toole. 1890 wurde er schließlich an der Seite von Wilbur F. Sanders für Montana in den US-Senat gewählt, wo er sein Mandat vom 2. Januar 1890 bis zum 3. März 1895 wahrnahm. Auf eine erneute Kandidatur verzichtete er.
Power kehrte anschließend nach Montana zurück. Dort ging er wieder seinen geschäftlichen Tätigkeiten nach. Unter anderem betrieb er die Handelsgesellschaft T. C. Power and Bro, die zu den führenden Unternehmen dieses Sektors im Nordwesten der Vereinigten Staaten und im westlichen Kanada zählte. Er starb 1923 in Helena und wurde auf dem dortigen Resurrection Cemetery beigesetzt. Die Ortschaft Power im Teton County wurde nach Thomas Power benannt.